# Piranha 3D
Piranha 3D (titulada Piraña 3D en España y Pirañas 3D en Hispanoamérica) es una película estadounidense de comedia y terror en 3D  y el segundo remake de la película Piraña de 1978, dirigida por Alexandre Aja y presentada con un reparto coral que incluye a Adam Scott, Elisabeth Shue, Steven R. McQueen, Kelly Brook, Richard Dreyfuss, Jerry O'Connell, Christopher Lloyd, Ving Rhames, Ricardo Chavira, Riley Steele y Eli Roth. El guion fue escrito por Josh Stolberg y Pete Goldfinger, guionistas de Sorority Row (2009). Se estrenó el 20 de agosto de 2010 en Estados Unidos y en México el 1 de octubre del mismo año.

## Argumento
El pescador Mathew Boyd (Richard Dreyfuss) se encuentra pescando en el lago Victoria, en Arizona, cuando de repente un pequeño temblor ocurre, agrietando el suelo del lago y ocasionando un torbellino por el cual Boyd cae. El hombre posteriormente es devorado por unas pirañas que salen del abismo y ascienden a la superficie. 
En otra parte se revela que las vacaciones de primavera han empezado y en consecuencia un sinnúmero de adolescentes reventados llegan a la bahía con ningún otro propósito más que divertirse. Hecho que atormenta por completo a Jake (Steven R. McQueen), un joven adolescente hijo de la Alguacil que día a día debe de cuidar de sus hermanos menores, sin ninguna posibilidad de zafarse. No obstante Jake recibe una invitación para grabar una película de tipo pornográfica por parte del excéntrico Derrick Jones. Esto le da la posibilidad de también contar con la presencia de su antiguo amor platónico: Kelly. Jones se dedica a filmar videos eróticos en locaciones exóticas. Jake decide dejar a un lado sus responsabilidades y divertirse. Esa noche la alguacil Julie Forester (Elizabeth Shue) junto al comisario Fallon (Ving Rhames) inician una búsqueda por el desaparecido pescador, cuyo cadáver mutilado y bote no tardan en encontrar. Al día siguiente, Jake se compromete a pasar un día de libertinaje. Para ello soborna a sus dos hermanos Laura y Zane para que ellos se queden en casa y así Jake podría asistir a la filmación de Derrick (Jerry O'Connell) sin levantar sospechas a su madre.
Sin embargo los niños intentan pescar antes de cumplir el trato, perdiéndose en una pequeña isla por un descuido de ambos. Mientras tanto Jake se dirige al bote de Derrick: La Barracuda. Lugar donde Jake conoce a Crystal (Riley Steele) y Danni (Kelly Brook), las dos actrices de Derrick y por último a Drew, el camarógrafo del pornógrafo. Kelly es invitada a formar parte del rodaje y la chica acepta. Julie por otra parte contrata a unos sismólogos para estudiar las grietas en el lago, conformado por: Novak (Adam Scott), Sam (Ricardo Antonio Chavira) y Paula (Dina Meyer). Los dos últimos descienden hasta el abismo buscando la fuente del sismo. Lamentablemente una vez en el fondo ambos científicos mueren devorados violentamente por las pirañas. Novak arrastra el cuerpo de Paula hasta el bote donde los presentes atrapan una piraña. El trío de sobrevivientes lleva el pez ante el Sr. Goodman (Christopher Lloyd), un biólogo marino que les explica que esta clase de piraña es un pez prehistórico al que se creía extinto desde hace más de 2 millones de años. 
Julie, Novak y Fallon intentan evacuar la playa pero sus advertencias son ignoradas hasta que las pirañas atacan a los turistas. Novak le dispara a los peces en una moto acuática, mientras Fallon escolta a los turistas hasta la orilla. Julie por otra parte intenta rescatar a los nadadores desde un bote policíaco. Durante el fragor de la masacre, varios turistas se suben a un escenario flotante el cual colapsa y mata a más personas aún. En la Barracuda, Jake se da cuenta de que sus hermanos están atrapados en una isla y tras una tensa conversación con Derrick, el muchacho consigue abordar a sus hermanos al bote. Sin embargo el bote encalla, dándole la oportunidad a las pirañas de asesinar a Crystal mientras que Drew desaparece al caer al agua con paradero desconocido (probablemente devorado por las pirañas); también las pirañas devoran la mitad del cuerpo de Derrick. En el ataque Kelly se queda atrapada en el interior del bote sin poder escapar. Alterando a Jake quien le pide ayuda desesperadamente a su madre. 
Al saber que su hijo está en dificultades, Julie se dirige junto a Novak hasta la Barracuda. Fallon por otra parte se queda detrás y al desprender el motor de un bote, el comisario consigue asesinar buena parte de las pirañas las cuales comienzan a devorarle las piernas, sin saber si fallece o no. Una vez que Julie llega hasta el bote, Novak y Jake crean una especie de “puente” con una cuerda para darle la oportunidad a los chicos de transportarse sanos y salvos al bote de Novak. Mientras cruzan la cuerda, las pirañas se atoran en el cabello de Danni haciéndola más pesada y finalmente acaban devorándola. Zane, Laura y Julie consiguen cruzar con éxito. Sin embargo Jake se niega a cruzar sin Kelly. De manera que una vez que todos han cruzado la cuerda, Jake la ata a su cuerpo y utilizando el cadáver de Derrick, consigue distraer a las pirañas lo suficiente como para escapar junto a Kelly del bote y hacerlo explotar, acabando con muchas pirañas. 
En ese momento Julie es contactada por el Sr. Goodman quien le revela que las muestras tomadas por los peces no son maduras, explicándoles que son solo bebés. Novak entonces confundido pregunta donde están los padres, justo es atacado y devorado por una enorme piraña que aparece desde el fondo de la casa.
Al final de la película; en un epílogo algo desconcertante narrado por John, uno de los hermanos pequeños de Jake, quien cuenta lo sucedido 8 años después: "Una vez que las pirañas se apoderaron del lago, murieron muchas personas, de las cuales se encontró dos guardavidas, 5000 civiles y 4200 soldados en un intento de dinamitar la zona y matar a las pirañas, las autoridades no nos han informado nada".

## Reparto
- Elisabeth Shue (Sheriff Julie Forester)
- Steven R. McQueen (Jake Forester)
- Adam Scott (Novak Radzinsky)
- Ving Rhames (Deputy Fallon)
- Christopher Lloyd (Mr. Goodman)
- Richard Dreyfuss (Matt Boyd)
- Jerry O'Connell (Derrick Jones)
- Jessica Szohr (Kelly Driscoll)
- Kelly Brook (Danni Arslow)
- Riley Steele (Crystal Shepard)
- Ricardo Chavira (Sam Montez)
- Sage Ryan (Zane Forester)
- Brooklynn Proulx (Laura Forester)
- Kevin James (Roberto), el papá de Jake
- John Goodman (Jackie) Los 2 Papás de Jake
- Ashlynn Brooke
- Gianna Michaels

## Recepción crítica y comercial
Según la página de Internet Rotten Tomatoes obtuvo un 75% de comentarios positivos, llegando a la siguiente conclusión: "Da justo lo que promete, una película sobre peces asesinos fuera de control, "Piraña 3D" es gore, desternillante y con desnudos gratuitos." Destacar el comentario del crítico cinematográfico Kevin McCarthy: 

"80.000 litros de sangre falsa, violencia extrema, gore, diálogos terriblemente cursis, alta tensión, estrellas porno y concursos de camisetas mojadas en 3D, ¿todavía no estás convencido de ir a verla?."
Kevin McCarthy.

Según la página de Internet Metacritic obtuvo críticas mixtas, con un 53%, basado en 17 comentarios de los cuales 7 son positivos. Recaudó en Estados Unidos 24 millones de dólares. Sumando las recaudaciones internacionales la cifra asciende a 83 millones. El presupuesto invertido en la producción fue de aproximadamente 24 millones.

## Banda sonora
Se editó en el año 2010 y está compuesta generalmente de canciones de género hip hop, danza, rap  y R&B junto a artistas como Shwayze, Envy, Flatheads, Amanda Blank, Public Enemy, Dub Pistols, entre otros.
| Nº | Canción                               | Intérprete                               |
| -- | ------------------------------------- | ---------------------------------------- |
| 1  | Get U Home                            | Shwayze                                  |
| 2  | Shake Shake                           | Leviticus                                |
| 3  | here She comes                        | Flatheads                                |
| 4  | Make it take it                       | Amanda Blank                             |
| 5  | Bring the Noise (Remix Pump-kin Edit) | Public Enemy vs. Benny Benassi           |
| 6  | She Moves                             | Dub Pistols                              |
| 7  | Flower Duet from Lakme                | Adriana Kohutova y Slepkovska            |
| 8  | Nadas por Free                        | Ozomatli                                 |
| 9  | Come and Get it                       | Eli Paperboy Reed                        |
| 10 | Now you see it                        | (Benny Benassi & Dj Shimik Extendet mix) |
| 11 | M.A.D.                                | Hadouken!                                |
| 12 | I´m in the House                      | Stevie Aoki                              |

Canciones no incluidas en el Soundtrack
- "Show Me the Way to Go Home" de Mitch Miller & The Gang
- "I'm Not a Whore" de LMFAO
- "Fetish" de Far East Movement
- "Girls on the Dance Floor" de Far East Movement

## Localizaciones
Piraña 3D se rodó entre el 11 de mayo y julio de 2009 en Estados Unidos. La cinta se rodó íntegramente en la ciudad Lake Havasu City, en el estado de Arizona, Estados Unidos.

## Secuela
Debido al éxito comercial y a las críticas positivas en su primera semana de estreno, Dimension Films ha anunciando que trabajarán en una secuela. El productor Mark Canton fue el encargado de dar la noticia a los medios, declarando: 

"Estamos estremecidos con el recibimiento del público, que está entusiasmado con Piraña 3D. Y es fantástico que los críticos hayan disfrutado con la película y la estén recomendando. No podemos esperar para empezar a trabajar en la secuela."
Mark Canton, productor de Piranha 3D.

La referida película fue finalmente titulada  Piranha 3DD y fue estrenada en 2012.